# Coffee United SC
El Coffee United SC fue un equipo de fútbol de Uganda que jugó en la Superliga de Uganda, la liga de fútbol más importante del país.

## Historia
Fue fundado en el año 1960 en la ciudad de Kakira y fue el primer equipo que ganó la Copa de Uganda en 1971 luego de vencer en la final 2-1 al Simba FC. Desde ahí ganó la Copa de Uganda dos veces y fue finalista en otras dos.
También han sido campeones de la Superliga de Uganda en una ocasión en 1980, pasando los mejores años de su historia entre los años 1970 y 1990, ya que desde entonces no obtuvo logros importantes hasta su descenso en 1996. En 1997 se fusionaron con el Kakira Sugar Works SC para dar origen al Coffee Kakira, con lo que el club dejó de existir.
Jugó 25 temporadas en la Superliga de Uganda, en donde disputaron 587 partidos y convirtieron 935 goles, consiguiendo la misma cantidad de puntos en la tabla histórica.
A nivel internacional han participado en 3 torneos continentales, en donde su mejor participación ha sido en la Copa Africana de Clubes Campeones 1971, en la cual fueron eliminados en los cuartos de final por el Great Olympics de Ghana.

## Palmarés
- Superliga de Uganda: 1

1970
- Copa de Uganda: 2

1971, 1981
- - Finalista: 2

1972, 1984

## Participación en competiciones de la CAF
| Temporada | Torneo                            | Ronda            | Club              | Casa  | Visita | Global      |
| --------- | --------------------------------- | ---------------- | ----------------- | ----- | ------ | ----------- |
| 1971      | Copa Africana de Clubes Campeones | 2                | Young Africans SC | w.o.1 | w.o.1  | w.o.1       |
| 1971      | Copa Africana de Clubes Campeones | Cuartos de final | Great Olympics    | 0-0   | 0-2    | 0-2         |
| 1982      | Recopa Africana                   | 1                | Power Dynamos     | 0-0   | 0-2    | 0-2         |
| 1993      | Copa CAF                          | 1                | Gor Mahia FC      | 1-0   | 0-1    | 1-1 (3-5 p) |

1- Young Africans abandonó el torneo.

## Jugadores destacados
- Julius Ntambi